# Livets Baal
Livets Baal è un cortometraggio muto del 1912 diretto da Eduard Schnedler-Sørensen.

## Produzione
Il film fu prodotto dalla Nordisk Film Kompagni

## Distribuzione
Distribuito dalla Fotorama, il film - un cortometraggio in tre bobine - uscì nelle sale danesi il 18 marzo 1912. In Finlandia, dove fu distribuito col titolo finlandese Kuolema, elämän herra e con quello svedese Döden, lifvets herre, fu presentato al pubblico il 15 aprile 1912. Nel Regno Unito, il titolo fu tradotto in The Fires of Fate.